# Кононович, Любовь Ивановна
Любовь Ивановна Кононо́вич (11 ноября 1932 , деревня Галева, Пинский повет, Полесское воеводство — 21 августа 2012) — полевод и доярка в колхозе «Оснежицкий».  Герой Социалистического Труда (1971) .

## Биография
С 1952 года работала полеводом, дояркой Пинского района. В 1971 году добился рекордного удоя от коровы — 7634 кг.

## Награды
Герой Социалистического Труда (1971). Награждена двумя орденами Ленина (1966, 1971). Звание «Почетный гражданин Пинского района» присвоено в 2006 году за выдающиеся заслуги в развитии сельскохозяйственного производства Пинского района.